# Cebidichthys violaceus
Cebidichthys violaceus és una espècie de peix de la família dels estiquèids i l'única del gènere Cebidichthys.

## Descripció
- Fa 76 cm de llargària màxima, té una aparença anguil·liforme i és de color marró clar a negre amb dues franges fosques que s'originen als ulls (la coloració és similar en tots dos sexes). Alguns exemplars han estat observats amb taques ataronjades a llurs cossos i amb els extrems de les aletes d'igual color.
- Musell arrodonit, curt i amb els llavis molsuts i grossos.
- Els adults tenen una mena de cresta al cap.[5]

## Reproducció
És ovípar, la fecundació és interna i fresa en hàbitats propers a la costa durant el gener i el maig, tot i que el període de màxima activitat reproductora té lloc entre el febrer i l'abril. Després de l'aparellament, la femella diposita entre 17.500 i 46.000 ous.

## Alimentació
Si bé els joves es nodreixen de zooplàncton i crustacis, els adults són principalment herbívors i es nodreixen d'algues vermelles i verdes.

## Depredadors
Els adults tenen pocs depredadors (a banda dels humans), però els joves són vulnerables a les aus (entre d'altres, l'agró blanc -Ardea alba- i el bec de serra mitjà -Mergus serrator-) i altres peixos (com ara, Sebastes rastrelliger i Scorpaenichthys marmoratus).

## Hàbitat i distribució geogràfica
És un peix marí, demersal (des de la zona de marees fins als 24 m de fondària), no migratori i de clima subtropical, el qual viu al Pacífic oriental: el litoral i les àrees rocalloses des del sud d'Oregon (els Estats Units) fins al nord de Baixa Califòrnia (Mèxic), tot i que esdevé rar al sud de Point Conception (Califòrnia, els Estats Units).

## Observacions
És inofensiu i comestible per als humans (la seua carn blanca ha estat i és considerada una delícia, com ho testifica les restes trobades en els abocadors dels pobles amerindis al llarg de la costa de Califòrnia), la seua longevitat és de 18 anys, pot romandre fora de l'aigua (és capaç de respirar aire) durant 15-35 hores si es manté humit sota les roques o les algues i és capturat mitjançant el mètode anomenat poke-poling (una llarga vara de bambú amb un filferro molt curt i un ham amb esquer).